# Jana Boušková (herečka)
Jana Boušková (* 8. května 1954 Kladno) je česká herečka.

## Život
V roce 1975 absolvovala pražskou konzervatoř. Již v průběhu studia hostovala v pražském Národním divadle, kde od září 1975 získala stálé angažmá v činoherním souboru.
Od roku 1983 je jejím partnerem český herec Václav Vydra, za kterého se vdala v roce 2006. Jejím prvním manželem byl herec Národního divadla Petr Svojtka, jenž předčasně tragicky zahynul dne 9. května 1982 a se kterým má syna Jana.
Uplatňuje se rovněž v televizi, filmu a dabingu. Od ledna 2016 hraje zdravotní sestru Aloisii v seriálu Ordinace v růžové zahradě 2.
Od roku 2010 s manželem Václavem Vydrou čtou komentáře do pořadu Prostřeno.

## Divadelní role (výběr)
- 1974–1976 Šamberk: Ševcovská komedie (Josefina)
- 1974–1976 Tyl: Tvrdohlavá žena (Terezka)
- 1975–1977 dramatizace Tolstého Vojny a míru (Nataša)
- 1976–1978 Vrchlický: Soud lásky (Ysoarda)
- 1979–1985 Stroupežnický: Naši furianti (Kristina)
- 1980–1983 Hrubín: Kráska a zvíře (Kráska)
- 1982–1987 Drda: Hrátky s čertem (Dišperanda)
- 1982–1983 Schiller: Úklady a láska (Luisa)
- 1983–1984 Tyl: Strakonický dudák (Dorotka)
- 1984–1986 Čechov: Višňový sad (Aňa)
- 1985–1987 Ostrovskij: Výnosné místo (Julinka)
- 1987–1989 Shakespeare: Marná lásky snaha (Kateřina)
- 1990–1993 bratři Čapkové: Ze života hmyzu (Cvrčková)
- 1999–2002 Bulgakov: Mistr a Markétky (Šturman Žorž – spisovatelka)
- 2000–2001 Hofmannsthal: Kristinčin návrat (Pasca)
- 2003–2005 Brecht: Dobrý člověk ze Sečuanu (Vdova Šinová)
- 2005–2006 Schiller: Úklady a láska (Millerová)
- 2006–2014 Gogol: Revizor (Anna Andrejevna)
- 2008–2010 Jirásek: Lucerna (Klásková)
- 2008–dosud Galronová: Mikve (Esti)
- 2009–2010 Ibsen: Nepřítel lidu (Kateřina Stockmannová)
- 2009–2011 Lagronová: Pláč (Alenka)
- 2013–2016 Lagronová: Z prachu hvězd (Kája)
- 2013–dosud Šamberk: Jedenácté přikázání (Veronika)
- 2014–dosud Shakespeare: Othello, benátský mouřenín (Šašek)
- 2015–2016 Levin: Strasti života (Leviva)
- 2016–dosud Lagronová: Jako břitva (Němcová) (Rottová)
- 2016–dosud Shakespeare: Sen čarovné noci (Hořčička/Nitka)